# Conirostrum albifrons
Conirostrum albifrons là một loài chim trong họ Thraupidae.